# Eishockey Club Basel Sharks
L'EHC Basel, nota dal 2009 come EHC Basel Sharks, è stata una squadra di hockey su ghiaccio con sede nella città svizzera di Basilea, nel Canton Basilea Città. Fu fondata nel 1932. A lungo ha militato nella Lega Nazionale B, seconda divisione del campionato svizzero. I colori sociali sono il nero, il rosso ed il bianco. Le partite casalinghe venivano disputate presso la St. Jakob-Arena, che può contenere 6.612 spettatori.
Nel corso della sua storia la squadra ha conquistato cinque titoli di Lega Nazionale B e ha vinto per quattro volte il titolo di Prima Lega nel girone Ovest.

## Storia
L'EHC Basel Sharks nacque ufficialmente il 14 ottobre 1932 in un ristorante di Basilea, su iniziativa di alcuni signori, Peter C. Straumann, A. Stehlin, Alex Martignalia, E. Müry-Meyer, W.A.C. Kellerhals e Charly Bleile, oltre ad alcuni giocatori. Il primo nome della squadra è "SC Rot Weiss", il quale l'anno successivo muta in "EHC Basel Rot Weiss".
Il club è rimasto ai vertici del campionato svizzero fino agli anni cinquanta e sessanta, riuscendo a raggiungere per due volte il secondo posto in campionato, senza però mai conquistare alcun trofeo. Dopo alcuni anni burrascosi trascorsi nelle leghe minori, nel 1989 la squadra cambia il nome in "EHC Basel KLH", mentre nel 1994 diviene "EHC Basel Dragons".
Negli anni 2000 ritorna a competere in National League A, senza però mai lottare veramente per il titolo. Nel 2008 viene sconfitto ai playout dall'EHC Biel, e viene retrocesso in seconda divisione, dove gioca attualmente. Dal 2003 al 2009 il nome della società passò semplicemente ad "EHC Basel" prima di diventare "EHC Basel Sharks". A causa dei troppi debiti nell'estate del 2014 la società dichiarò fallimento.

## Palmarès

### Competizioni nazionali
- Lega Nazionale B: 5

1934-1935, 1940-1941, 1955-1956, 2002-2003, 2004-2005
- Prima Lega: 4

1967-1968, 1968-1969, 1983-1984, 1999-2000